# La Mer couleur de larmes
Pour plus de détails, voir Fiche technique et Distribution.
La Mer couleur de larmes est un film français réalisé par Serge de Sienne et sorti en 1980.

## Fiche technique
- Réalisation : Serge de Sienne
- Scénario : Serge de Sienne
- Conseiller technique : Jean Dréville[1]
- Production : Productions du delta rouge
- Musique : Jean Claudric
- Photographie : Marcel Grignon
- Montage : Michèle Péju
- Durée : 105 minutes
- Visa délivré le : 7 novembre 1980
- Date de sortie : 12 novembre 1980[2]

## Distribution
- Paul Guers : Alain Vidal
- Jacques Castelot : Le père René
- Sonia Sahel : Cathy Vidal
- Mario David : Max
- Diana Christie : Jeanne Vidal
- Patrice Morvan : Luc Vidal
- Jean-Daniel Permet : Florent